# Kamaldulové
Kamaldulové (nebo také kamaldulští, zkratka OSBCam.) jsou poustevnický řád založený sv. Romualdem v letech 1023–1026 volně navazující na benediktinskou řeholi. Název získali podle Camaldoli v Toskánsku, sídla prvního kláštera.

## Historie řádu

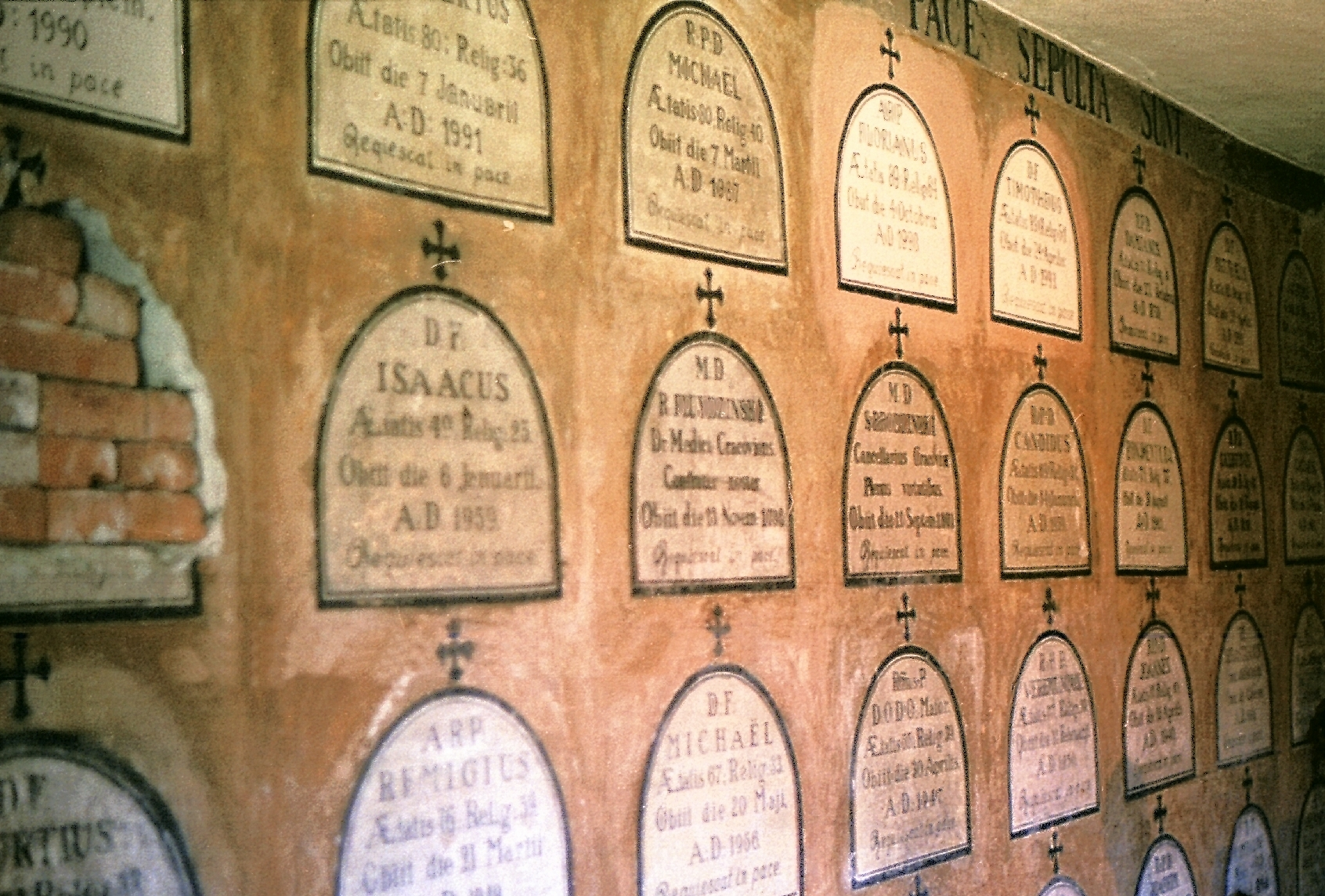
Katakomby kamaldulského kláštera v Krakově.

Řád kamaldulů byl institucionálně založen v roce 1072, předtím šlo o mnišské hnutí, které za svého života založil svatý Romuald. První komunita obývala poustevnickou osadu v diecézi Fiesole již od roku 1012. Hlavním centrem řádu, který ve své prvotní fázi byl pouze svéráznou odnoží benediktinů, se stala poustevnická osada v údolí Camaldoli, poblíž Arezza. Papežské schválení jakožto samostatný řád dostali kamaldulové v roce 1072 od papeže Alexandra II. Později se rozšířili z Itálie do dalších zemí.
V českých zemích kamaldulové nikdy nepůsobili. Nejblíže působili v Červenom Kláštore na Slovensku (v letech 1711–1782, dnes muzeum), a dodnes fungují dvě komunity v Polsku – Bieniszew a Bielany u Krakova.

## Spiritualita a životní praxe
Řád kombinuje společný klášterní život s životem poustevnickým (podobně jako kartuziáni). Každý klášter má být zcela nezávislý na ostatním světě. Mniši jedí to, co si sami vypěstují. Dodržuje se tradice nošení neholených plnovousů, vlasy si naopak mniši stříhají zcela dohola. V řádu je dodnes uchovávána praxe „společné zpovědi“ (mnich při společném setkání komunity přizná své chyby a provinění, a prosí spolubratry za odpuštění, nejedná se o svátostnou zpověď). Specifikou řádu je také pohřební praxe – zemřelý mnich je bez rakve zazděn do jedné z dutin, které bývají ve hrobkách kamaldulských kostelů na způsob kolumbária. Mniši žijí v klášterním areálu, starají se o hospodářství, ale tento areál opouštějí jen zcela výjimečně, například když potřebují k lékaři. Příbuzní je mohou navštěvovat dvakrát ročně, vždy na jeden den. Areál kláštera také není běžně možné navštívit. Návštěva bohoslužeb v klášterech je možná pouze několikrát ročně.